# Chiesa dei Santi Pietro e Paolo (Volongo)
La chiesa dei Santi Pietro e Paolo è la parrocchiale di Volongo, in provincia di Cremona e diocesi di Mantova; fa parte del vicariato foraneo San Carlo Borromeo.

## Storia
La primitiva chiesa di Volongo, sorta probabilmente all'inizio del XV secolo, subiva l'influenza dell'abbazia di Leno.
La chiesa venne ricostruita nel XVI secolo e consacrata 7 maggio 1566 con una cerimonia solenne. In quegli anni la chiesa era compresa nel vicariato di Ostiano, a sua volta facente parte della diocesi di Brescia e il clero a servizio della cura d'anime risultava composto da tre sacerdoti.
Nel 1609 venne portato a termine il nuovo campanile e nel 1669 fu costruita la cappella della Madonna del Campanile per ricordare un'apparizione della Vergine avvenuta nel Cinquecento.
Nel 1787 la parrocchia venne ceduta dalla diocesi di Brescia a quella di Mantova.
Nel 1817 la facciata subì un rifacimento e, sempre all'inizio del XIX secolo la chiesa venne aggregata alla vicaria foranea di Redondesco, per poi passare a quella di Canneto sull'Oglio nel 1868. Da un documento del 1927 si apprende che la parrocchia era di nuovo inserita nel vicariato di Ostiano; vi rimase sino al 1967, quando entrò a far parte del vicariato foraneo di San Carlo Borromeo.
Nel 1978 venne rifatto il tetto e furono realizzate cinque vetrate istoriate.
La chiesa fu completamente restaurata tra il 2004 ed il 2008.

## Descrizione

### Esterno
La facciata, in stile neoclassico, presenta quattro semicolonne di ordine ionico e, sopra il portale lunettato, un affresco raffigurante San Pietro Apostolo; ai lati del timpano si trovano due piccoli obelischi.

### Interno
L'interno è a un'unica navata con tre cappelle per lato; la navata, la cui volta è a botte, si conclude con il presbiterio, al termine del quale vi è l'abside poligonale.